# Кочкін (Пчегатлукайське сільське поселення)
Кочкін (рос. Кочкин; адиг. Кочкин) — хутір Теучезького району Адигеї Росії. Входить до складу Пчегатлукайського сільського поселення.
Населення — 7 осіб (2015 рік).